# Zotter
Zotter Schokolade — австрийский производитель шоколада, специализирующийся на производстве органического и fair trade шоколада по принципу «от бобов до плитки» (bean-to-bar). Компания была основана в 1999 году Йозефом Цоттером и базируется в Ригерсбурге, Штирия. Zotter в основном активен в немецкоязычной Европе, при этом 90 процентов торговых точек расположены в Германии, Швейцарии и Австрии. Zotter, являясь одной из самых известных торговых марок Австрии, считается национальным брендом с высоким капиталом.
Ряд СМИ назвали Zotter одним из ведущих производителей шоколада в Европе, а Schoko-Laden-Theater и Schokoladen-Erlebniswelt в Ригерсбурге и Шанхае неоднократно упоминались в международных СМИ как пример интерактивного и ориентированного на устойчивое развитие подхода к экспериментальной розничной торговле.

## История
Шоколадная фабрика Zotter была основана в 1999 году Йозефом Цоттером в переоборудованных конюшнях на родительской ферме в Ригерсбурге. До этого Цоттер и его жена, будучи управляющими кондитерской в Граце, уже занимались производством шоколада, но в 1996 году они столкнулись с банкротством из-за слишком быстрого расширения. Вернувшись на родительскую ферму в Ригерсбурге, Цоттер решил сосредоточиться на шоколаде и переоборудовал конюшню в небольшую фабрику. Благодаря широкому ассортименту экспериментальной продукции Zotter сумел закрепиться на австрийском и немецком рынках. В 2002 году Zotter открыл первый экспериментальный розничный отдел — «дегустационную станцию» для посетителей фабрики.
С 2004 по 2006 год Zotter полностью перешёл на производство исключительно экологически чистого шоколада. С тех пор Zotter сотрудничает с небольшими фермерскими хозяйствами Южной Америки, Африки и Азии, напрямую закупая у них какао-бобы по системе справедливой торговли.
В 2007 году шоколадная фабрика в Ригерсбурге была расширена с целью создания полного цикла производства. Расширенная фабрика включала в себя новый экспериментальный розничный отдел, который, помимо прочего, включает в себя специально построенный кинотеатр, возможность наблюдения за производственным процессом с надземных переходов над цехом и несколько «дегустационных станций». В 2011 году Зоттер открыл Schoko-Laden-Theater рядом с шоколадной фабрикой, где подают продукцию на основе сельскохозяйственных культур и домашнего скота, выращенного на его территории. Schoko-Laden-Theater и Schokoladen-Erlebniswelt в Ригерсбурге ежегодно посещают около 220 000 туристов.
С 2014 года Zotter расширилась за пределы Европы, выйдя на китайский рынок, открыв второй Schokoladen-Erlebniswelt в Шанхае в 2014 году, а также на американский рынок в 2015 году. Schokoladen-Erlebniswelt в Ригерсбурге был дополнительно расширен и теперь включает в себя аттракционы виртуальной реальности, миниатюрные американские горки с пралине и «кабинет стоматолога», где предлагаются исключительно продукты без сахара.

## Производство

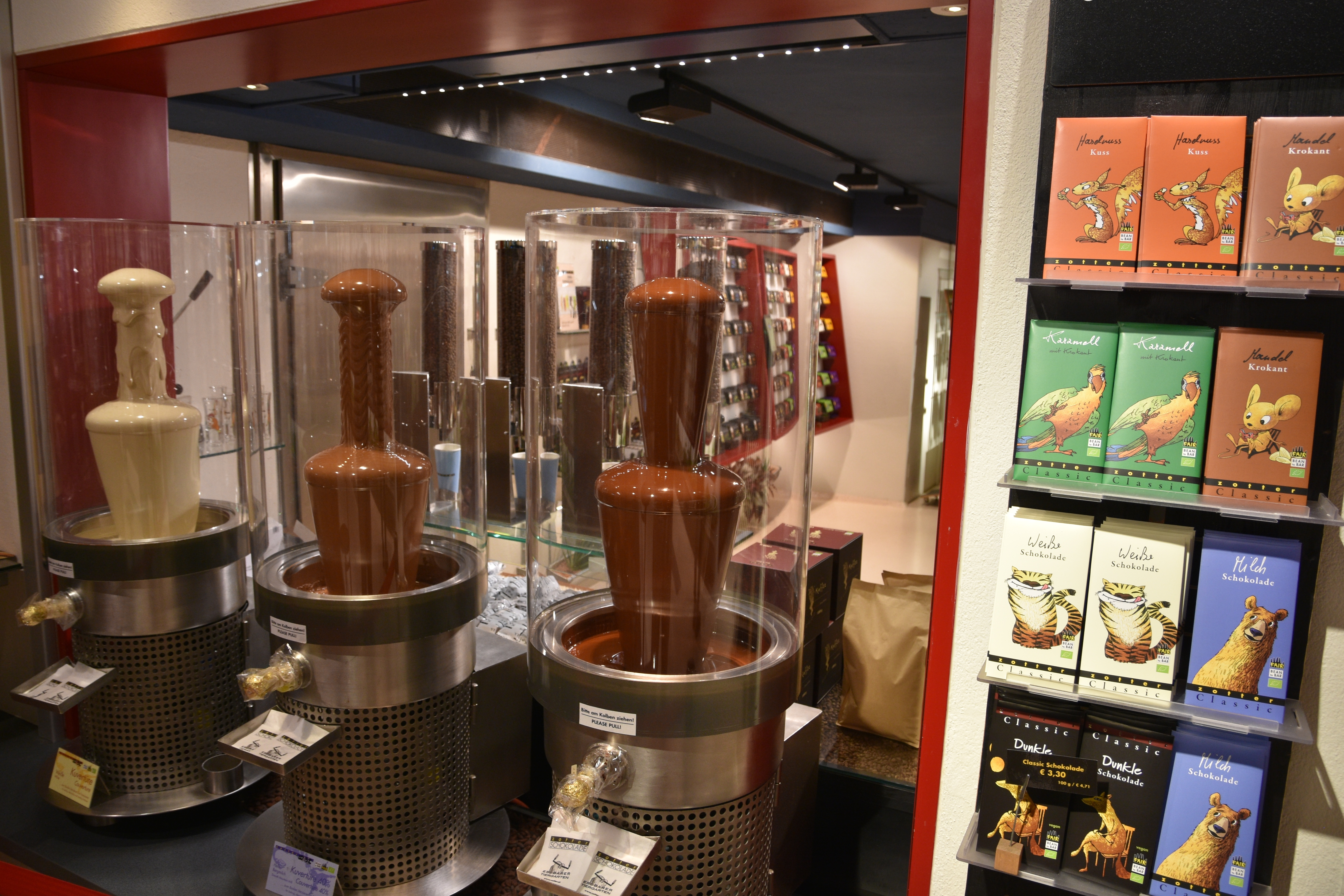
Шоколадные фонтаны и продукция Zotter на выставке Schoko-Laden-Theater и Schokoladen-Erlebniswelt в Ригерсбурге

Ежегодно Zotter перерабатывает около 250 тонн какао-бобов, выпуская около 500 видов шоколада. Zotter — это производитель шоколада по принципу «от бобов до плитки», который самостоятельно перерабатывает какао-бобы, а не использует готовый шоколад. Zotter является членом Всемирной организации справедливой торговли и имеет сертификат ЕС на органические продукты питания.

## Точки продаж
Шоколад Zotter реализуется по всему миру через сеть торговых точек, представленных преимущественно небольшими специализированными магазинами, а также в некоторых супермаркетах. 90 процентов торговых точек находятся в немецкоязычных странах Европы. По состоянию на 2020 год онлайн-продажи продукции Zotter также сосредоточены в основном в немецкоязычной Европе: 93 процента приходится на Австрию и Германию, а 7 процентов — на другие страны ЕС, Китай и США.